# Reichstagufer
Das Reichstagufer (amtliche Schreibweise ohne Fugen-s) ist eine Straße bzw. Uferpromenade im Berliner Ortsteil Mitte. Sie verläuft am Südufer der Spree und verbindet das Ludwig-Erhard-Ufer im Westen mit dem Weidendamm im Osten. Dem Reichstagufer gegenüber verläuft am Nordufer der Spree der Schiffbauerdamm.

## Geschichte
Die Namensgebung erfolgte 1882 im Zusammenhang mit dem Bau des Reichstagsgebäudes. Im Berliner Adressbuch wird die Uferstraße erstmals 1885 aufgeführt, damals in der Schreibweise Reichstags Ufer. Sie reichte damals lediglich von der Hindersinstraße (aufgelassen, südlich an der Unterbaumbrücke bzw. Kronprinzenbrücke) bis zum Reichstags Platz (beim Reichstagsgebäude) und war dementsprechend mit nur drei Grundstücken angegeben. Im Bereich zwischen Reichstagsgebäude und Bahnhof Friedrichstraße (Georgenstraße) wurde der Uferweg offensichtlich erst später zur Straße ausgebaut.
Außer dem Reichstagsgebäude und dem Reichstagspräsidentenpalais stehen am Reichstagufer einige weitere ältere Gebäude:
- An der Spreefront des Baublocks zwischen Neuer Wilhelmstraße und Schlachthausgasse (seit 1892 Bunsenstraße) wurden um 1880 das Physikalische Institut (Neue Wilhelmstraße 16/16a) und das II. Chemische Institut (Schlachthausgasse 1 bzw. Bunsenstraße 1) der damaligen Friedrich-Wilhelms-Universität (heute: Humboldt-Universität zu Berlin) errichtet, von diesen Neubauten ist nur der Ecktrakt Bunsenstraße/Reichstagufer des II. Chemischen Instituts als Teil des Robert-Koch-Forums erhalten.[3][4]
- Auf dem Grundstück der vormaligen Markthalle IV, von der nur der Eingangsbau Dorotheenstraße 84[5] und ein Verbindungstunnel[6] erhalten sind, entstand 1913–1917 ein Neubau für das Postscheckamt Berlin,[7] in dem heute das Presse- und Informationsamt der Bundesregierung untergebracht ist.
- Östlich dem Bahnhof Friedrichstraße benachbart steht der 1961–1962 errichtete sogenannte Tränenpalast[8] (Reichstagufer 17), der an die alltäglichen Auswirkungen der deutschen Teilung erinnert.

## Bauten nach 1990
Zu den wichtigsten nach der deutschen Wiedervereinigung in diesem Quartier errichteten Neubauten zählen die Gebäude für Parlament und Regierung, am Reichstagufer sind dies das Paul-Löbe-Haus und das Jakob-Kaiser-Haus. In räumlichem wie funktionalem Zusammenhang damit steht das ARD-Hauptstadtstudio an der Straßenecke Reichstagufer/Wilhelmstraße. Auf dem dreieckigen Grundstück zwischen dem östlichsten Abschnitt des Reichstagufers, der Friedrichstraße und dem Bahnhof Friedrichstraße, dem sogenannten Spreedreieck, wurde 2009 das gleichnamige, viel diskutierte Bürogebäude neben dem Tränenpalast fertiggestellt.